# Doual'art
 (décembre 2012).
- Si vous ne connaissez pas le sujet, laissez ce bandeau (vous pouvez alors contacter les auteurs).
- Si vous supprimez le contenu mis en cause (vous pouvez préalablement contacter les auteurs),

argumentez précisément cette suppression dans la page de discussion
(un manque de référence n'est pas un argument ; une recherche réelle de référence doit avoir été effectuée, être formellement documentée).
doual'art est un centre d'art contemporain, créé sous forme d’association à but non lucratif en 1991 à Douala (Cameroun) par Marilyn Douala Bell et Didier Schaub. Il œuvre au développement et à la mise en valeur de la ville, en menant à la fois une action artistique et des actions d'aménagement urbain.

## Histoire

### Débuts et projets du musée
Doual'art est fondée en 1991, initialement sans siège fixe, dans le but de créer et placer des œuvres d'art dans les différents quartiers de la ville de Douala (fresques, projets de photos, une jam session au milieu du fleuve Wouri et la statue La Nouvelle Liberté de Joseph-Francis Sumégné). En 1995, l'Espace ou la Galerie doual'art est créé avec l'aide de l'architecte et designer camerounaise Danièle Diwouta-Kotto qui restaure un bâtiment faisant partie de la Pagode de Douala, un lieu historique de la ville, propriété de la famille Manga Bell. Des bureaux, des espaces d'exposition, une cafétéria et un jardin ont été créés dans cette structure qui accueille réunions, conférences, projections, installations et performances. La ville n'a toutefois pas cessé d'être au centre de leur intérêt et ils sont arrivés à intervenir dans douze quartiers de Douala. Pendant quelques années, ils ont réalisé des projets structurels en travaillant comme médiateurs entre communautés, administrations publiques et organisations internationales, puis ils ont commencé à élaborer une méthode de travail qui leur permet d'intégrer le travail des artistes avec la liberté d'expression et les aspirations des communautés intéressées. 

## Activités
Dès sa naissance, le centre d'art contemporain doual'art s’est fixé deux champs d’interventions : la ville et son développement (« doual’ ») et la création contemporaine (« art »). Ces deux axes sont restés au centre des préoccupations et des activités de l’association, qui est convaincue que la création artistique et l’essor culturel sont l'une des clefs d’un développement urbain durable. doual’art part du postulat qu’il est vain de parler de « ville » et d’essayer d’agir sur elle en faisant abstraction de la dimension culturelle. D’autant plus dans le cas des villes africaines contemporaines, qui souffrent d’un manque cruel de repères identitaires. Les us et coutumes traditionnels de l’Afrique, que la plupart des « développeurs » tiennent comme référence suprême des spécificités africaines, sont loin de suffire pour comprendre l’identité culturelle de ces villes à l’heure actuelle. À l’instar de n’importe quelles villes, elles ont en effet développé un nouveau mode de vie : rapport à l’« autre » qui devient un inconnu dans une masse anonyme, mode de production et de consommation invitant à la fois aux échanges et à l’individualisme, nouvelles représentations spatiales et esthétiques... Ce mode de vie, spécifiquement urbain, est bien loin de l’Afrique traditionnelle des villages. Ce bouleversement est confronté à une incapacité, notamment institutionnelle, à trouver des réponses adaptées à ces nouvelles réalités urbaines : citadine à presque 50 % aujourd'hui, l’Afrique n’a pas encore su faire face à des problèmes d’urbanisations sans doute trop récents…
Loin de nous l’idée que les questions de développement économique ne sont pas un problème crucial de l’Afrique, auquel il faut trouver des solutions… Mais il est loin d’être l’unique lieu des difficultés du continent. Et sans doute l’affolement général des organisations de développement à répondre à cet unique problème est-il un leurre dans la hiérarchie des questions à traiter, dont la socialisation n'est pas la moindre.
Si le souci principal des villes africaines contemporaines se trouve dans un décalage identitaire, un vide que les autorités ne parviennent pas - et peut-être ne cherchent pas - à combler, c’est dans la culture qu’il faut venir puiser des éléments de réponses. Dans l’histoire, d’une part, car une ville sans passé manque de repères pour se construire. Dans la création contemporaine, d’autre part, car la création contemporaine témoigne de ce qui l’entoure, libéré du poids des traditions et concentré sur les problèmes spécifiques de son environnement. Elle est de plus l’occasion d’un moment essentiel d’expression : les artistes sont, sans doute de manière plus percutante que la plupart des politiciens, les représentants des aspirations d’une société...

### Patrimoine et innovations dans la ville et action dans les quartiers
doual'art œuvre depuis 2006 à la mise en valeur du patrimoine bâti de la ville, par son projet Douala ville d'art et d'histoire qui vise entre autres à baliser les sites historiques de la ville. Le balisage est effectué par des "arches de la mémoire" conçues par la designer Sandrine Dole, qui portent des textes en français et en anglais informant sur l'histoire des sites signalés. En 2011, doual'art a implanté 18 arches de la mémoire dans la ville .
doual'art est dans une politique d'offre d'un patrimoine d'art public contemporain en implantant des œuvres au cœur de l'espace urbain. En 2011, doual’art a offert à la ville de Douala 21 œuvres d’art public durable, tant dans l’hyper centre structuré de la ville que dans les quartiers informels et soutenu des œuvres éphémères. doual'art invite des créateurs contemporains à s'immerger dans les quartiers marginalisés de la ville pour des créations participant à l'aménagement et à la mise à dispositions d'équipements collectifs. Parmi les œuvres les plus notables, on peut citer la Nouvelle Liberté (1996), la Borne Fontaine (2003), , la Passerelle de Bessengue (2005), les Arches du Temps (2006), Sud Obelisk (2007), Njé No Yé (2007), l'arbre à palabres (2007), Par (2008), les mots écrits de New Bell (2010), Le puits (2010), le Jardin sonore (2010), la Colonne Pascale (2010), Ghorfa_7 (2010) et La Pirogue Céleste (2011). En 2013, doual'art lance des appels à contributions pour la restauration de certaines œuvres publiques détériorées.

### Recherche
doual’art se définit entre autres comme un laboratoire de recherches et d’expérimentations, qui, au travers des processus artistiques, participent à la production de données locales et interpellent sur les questions de développement urbain. À partir de 2005, les réflexions de l’association ont pris une ampleur nouvelle : le symposium « Ars & Urbis », réunion d’experts internationaux dans les domaines de l’art et de l’urbain, a initié une recherche plus précise sur le rôle de la création artistique dans le processus d’invention d’une identité urbaine contemporaine en Afrique. Pour répondre à cette question si spécifique, doual’art a décidé de mettre en place un observatoire, ayant comme zone d’étude la ville de Douala. Cet observatoire doit inventer de nouveaux outils d’investigation et apporter un regard plus « scientifique » à des préoccupations qui ne sont pour l’instant que de l’ordre de l’intuitif.
La recherche sur la question urbaine et ses ramifications en est encore à ces premiers balbutiements en Afrique subsaharienne : à cet égard, la « minceur » des pages afférentes sur Internet, dans un domaine en pleine effervescence, est un indice éloquent. Or, il se trouve que tous les acteurs du développement, institutionnels ou non, aussi bien que les observateurs penchés au chevet de cette partie du monde malade de l’Histoire, le constatent chaque jour et en conviennent : la Ville subsaharienne est dans tous ses états, au propre comme au figuré.
À cette indigence de travaux sur la question urbaine en Afrique subsaharienne, on peut trouver au moins deux explications. L’une est structurelle : la modicité récurrente des ressources financières accordées à la R&D en pourcentage du PIB dans les pays africains. L’autre, plus fondamentale, est formulable sur un plan théorique : le credo épistémologique en sciences sociales reste ancré dans le modèle de la mécanique newtonienne, qui ne permet pas une appréhension de la complexité croissante du réel. Ce décalage entre un mode de réflexion dépassé et la réalité induit des problématisations faussées, qui n'offrent aucune possibilité de lecture de situations fragmentées, sans logique mécanique discernable. La révolution conceptuelle en cours, centrée sur les théories de la complexité et de la fractalité comme nouveau paradigme pourrait en revanche fournir de véritables éléments d'analyses de la question urbaine dans l'Afrique contemporaine. Mais elle n'a pas encore pris pied dans la pensée universitaire.
Les symposiums Ars & Urbis sont des moments privilégiés de réflexion entre experts internationaux (architectes, urbanistes, artistes, sociologues urbains, critiques d’art, opérateurs culturels…) sur les perspectives, réelles comme imaginaires, de développement des villes du Sud, à travers la question des arts et de la culture. Ars &Urbis est le think tank de doual’art.
- Première édition : 10-15 janvier 2005. Après deux semaines de réflexions, la trentaine d’experts réunie par doual’art est arrivée à la conclusion que la méthodologie et le mode de pensée actuels ne permettaient pas de saisir la complexité de la ville africaine contemporaine. Ils ont donc fortement insisté sur la nécessité de trouver de nouveaux outils et un nouveau langage, mieux adaptés à la réalité actuelle. Il a été décidé que la méthodologie à inventer aurait pour terrain d’investigation la ville de Douala, s’appliquerait au cours d’un programme d’événements culturels dénommé le Salon urbain de Douala, le SUD, et donnerait lieu à la création d'un observatoire pour mesurer l'impact de l'action artistique sur l'invention d'une identité urbaine dans les villes africaines[9].
- Deuxième édition : 3-17 mars 2007. Cette édition a réuni des artistes (Goddy Leye, Guy Wouete, Kamiel Verschuren...), des curators (Abdellah Karroum, Didier Schaub) et des chercheurs (Lionel Manga, Zyad Minti, Iolanda Pensa).

La deuxième édition a pour but d'avancer la réflexion, en vue de mettre sur pied l'observatoire.
Les experts doivent à cette occasion visiter plus en profondeur la ville de Douala et rencontrer ses habitants. Pour le Centre d'art doual'art, initiateur du projet, l'action artistique n'est pas seulement un événement spectaculaire, mais aussi un outil de développement et de liens sociaux.

### Le programme SUD

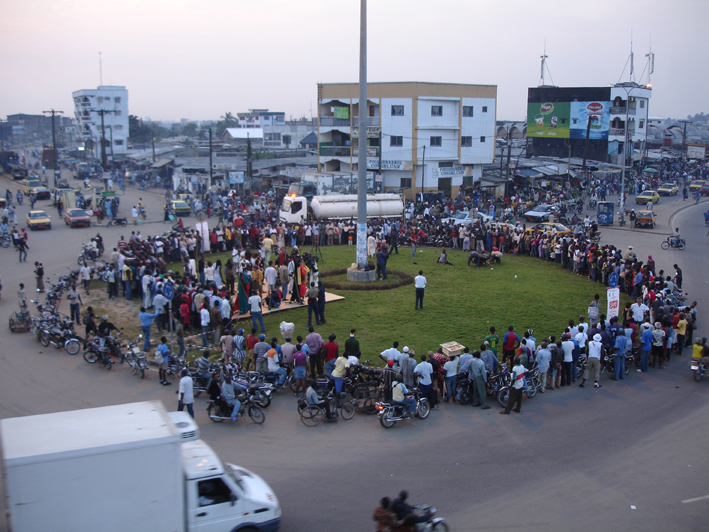
Salon urbain de Douala 2007

Afin de fournir les premiers éléments d’observation, doual’art a imaginé le « programme SUD » (Salon urbain de Douala). Ce programme correspond à la réalisation de toute une série d’interventions artistiques dans l'espace public de Douala. Il s'agit d'un évènement triennal d'art public SUD, dont la 3e édition a eu lieu en 2013.

### Pavillon Urbain de Bonanjo
Le Pavillon Urbain de Bonanjo (PUB) est une extension de L'espace et des activités doual'art à Bonanjo, produit en 2011 et inauguré elle 05 décembre 2013 au SUD Salon urbain de Douala 2013.
Le plan de développement du projet PUB s'est basé sur la réhabilitation économique et durable d'un bâtiment abandonné à côté de doual'art, utilisé à l'origine comme une salle d'audience au service du Palais du Justice. Sa rénovation visait à accueillir un centre de ressources (bibliothèque et internet café), deux studios de résidence d'artistes, un espace de travail pour artists, une réserve pour les œuvres d'art, et un café/restaurant. Conçu comme un espace modulable, le pavillon est destiné à évoluer selon les usages. C’est un modèle architectural pour une construction "DIY" en Afrique et un modèle économique circulaire pour créer une indépendance financière pour doual'art. Des travaux et réflexions sur des techniques de construction alternatives ont débuté en 2013 avec 30 élèves du lycée technique Koumassi et une série de workshop avec les artistes et architectes  de ce projet .

### Galeries média

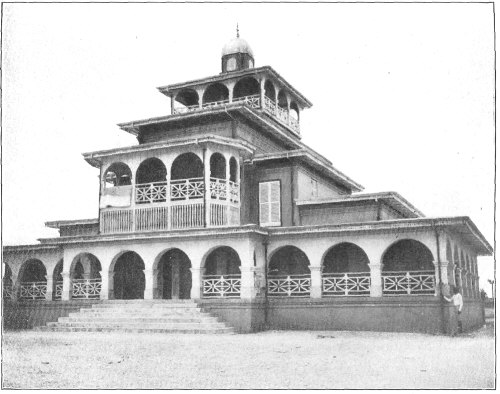
Photo Richard Harding Davis, c. 1902
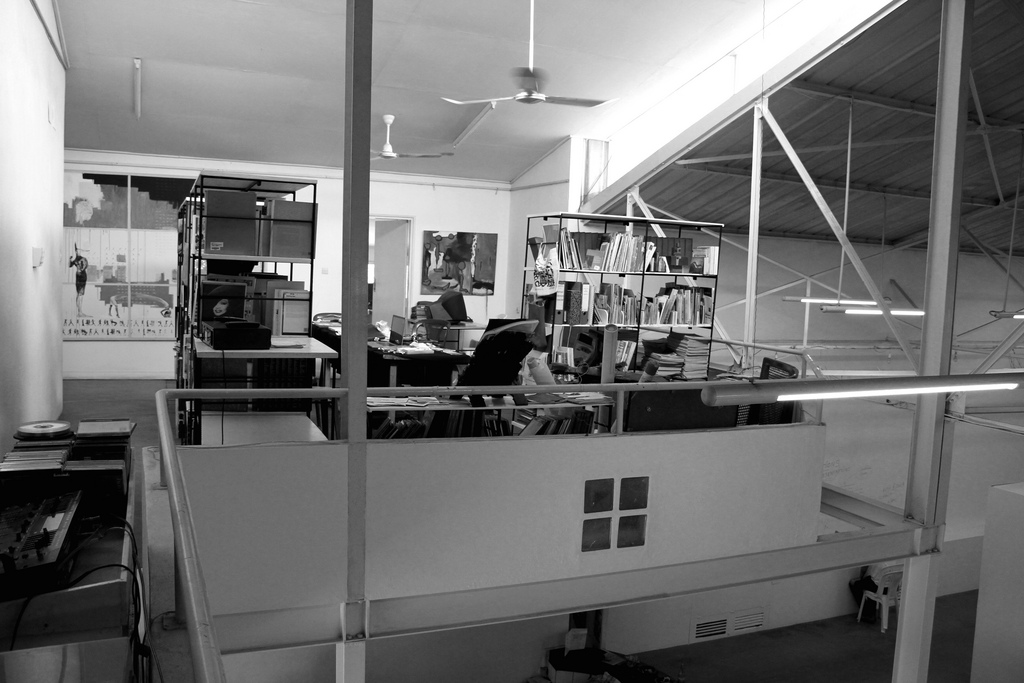
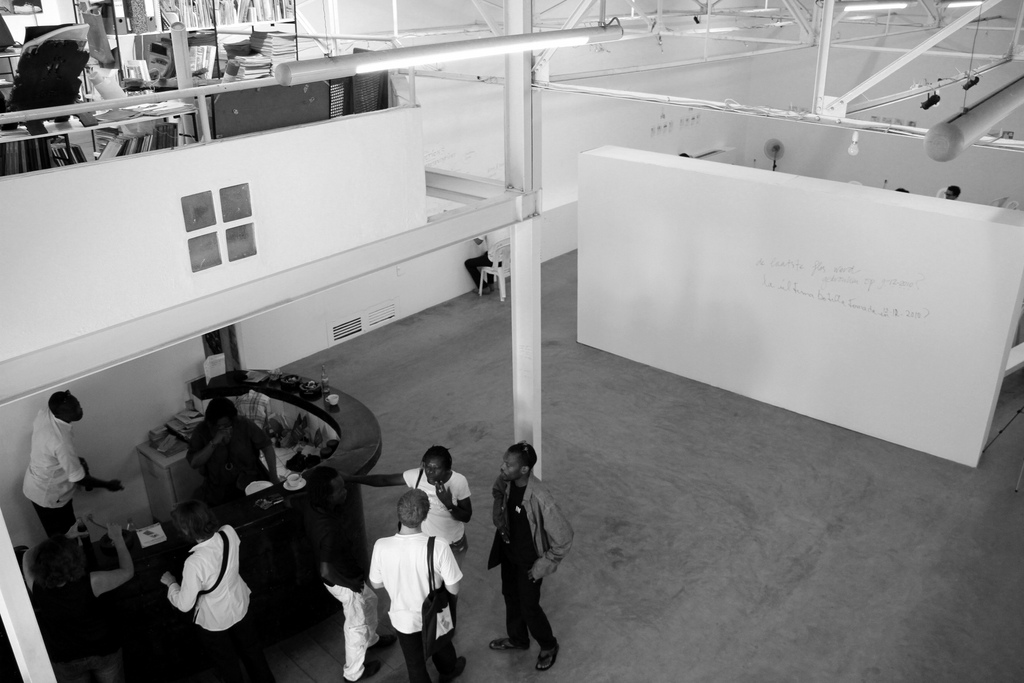
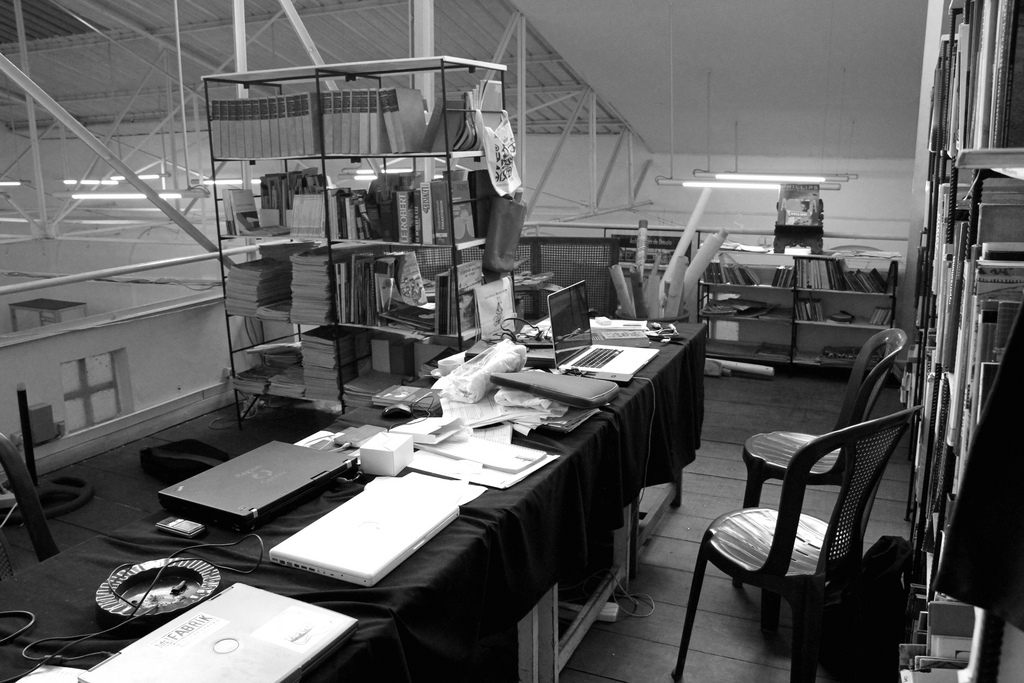
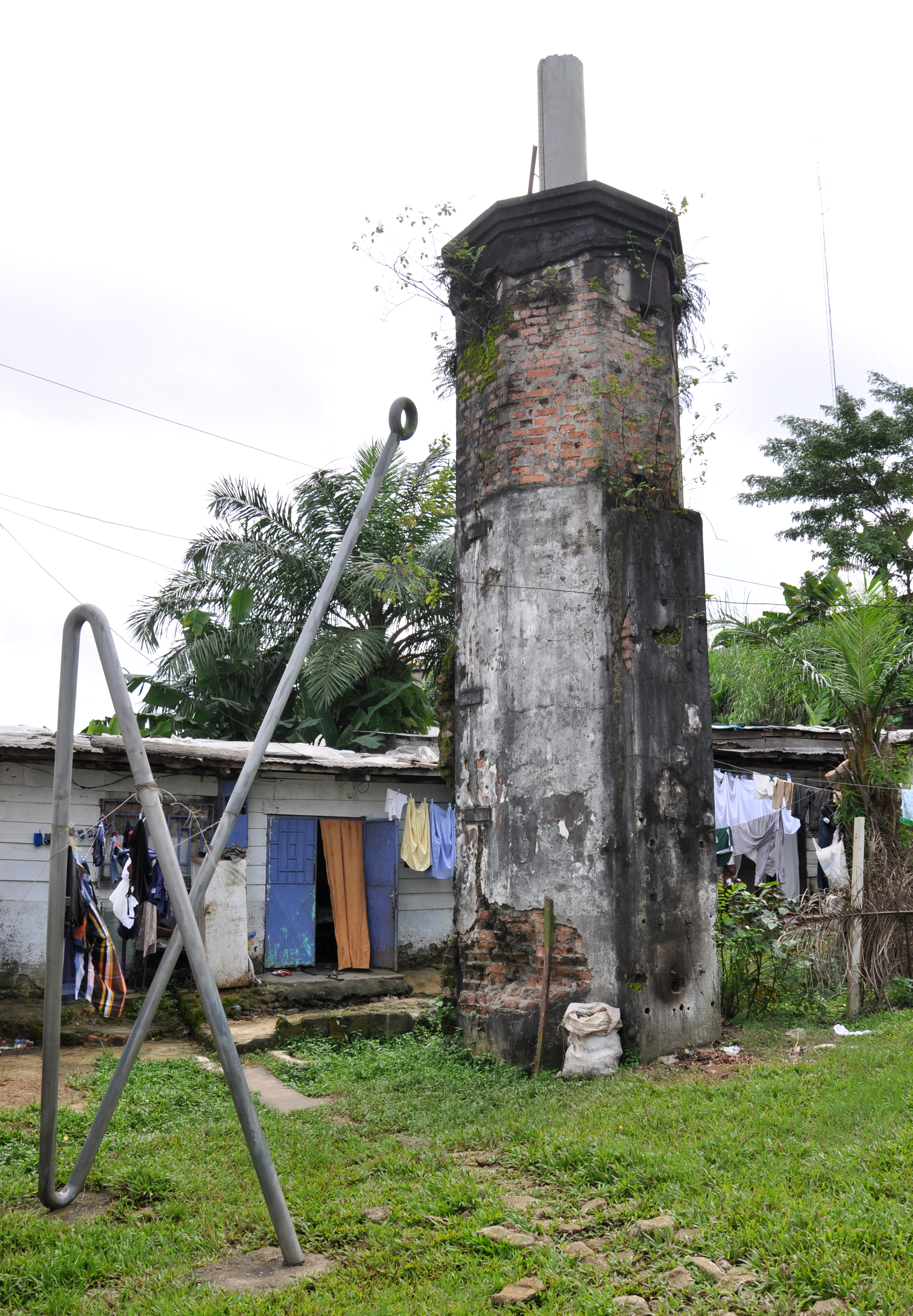
Arche de la mémoire (ou du temps), 2010
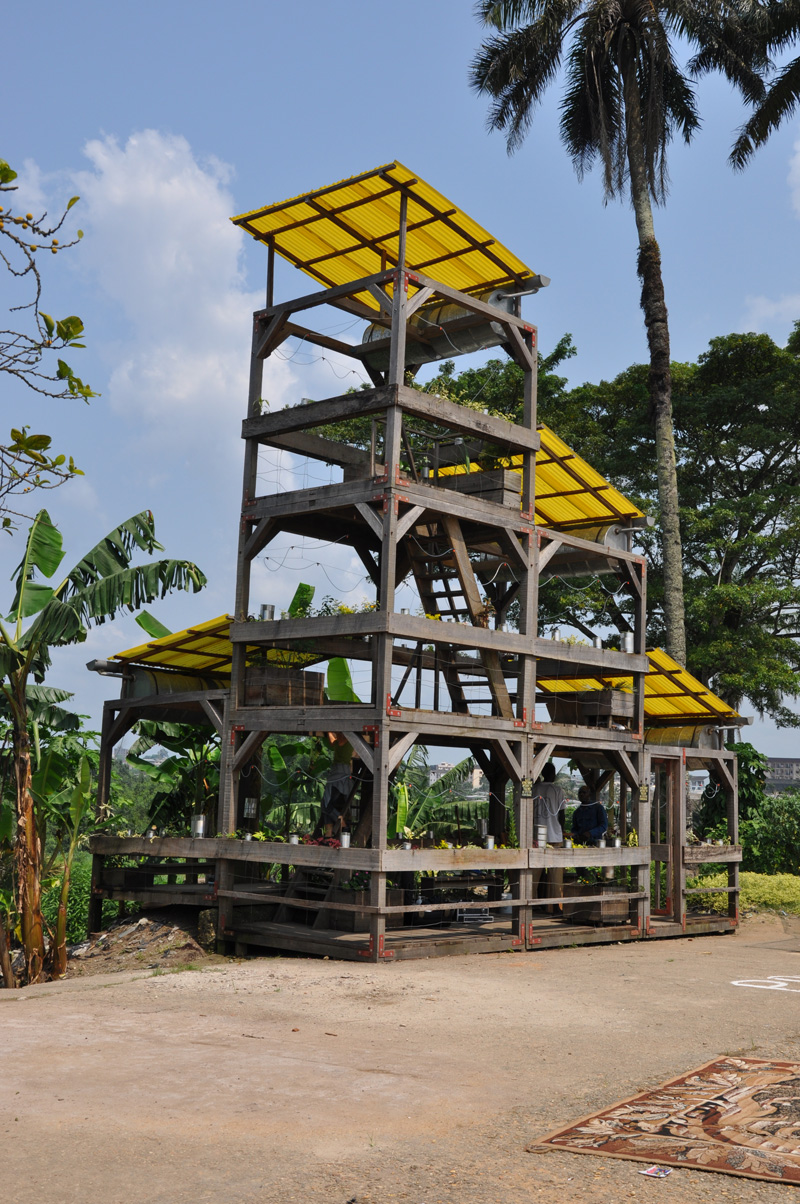
Le Jardin sonore de Bonamouti
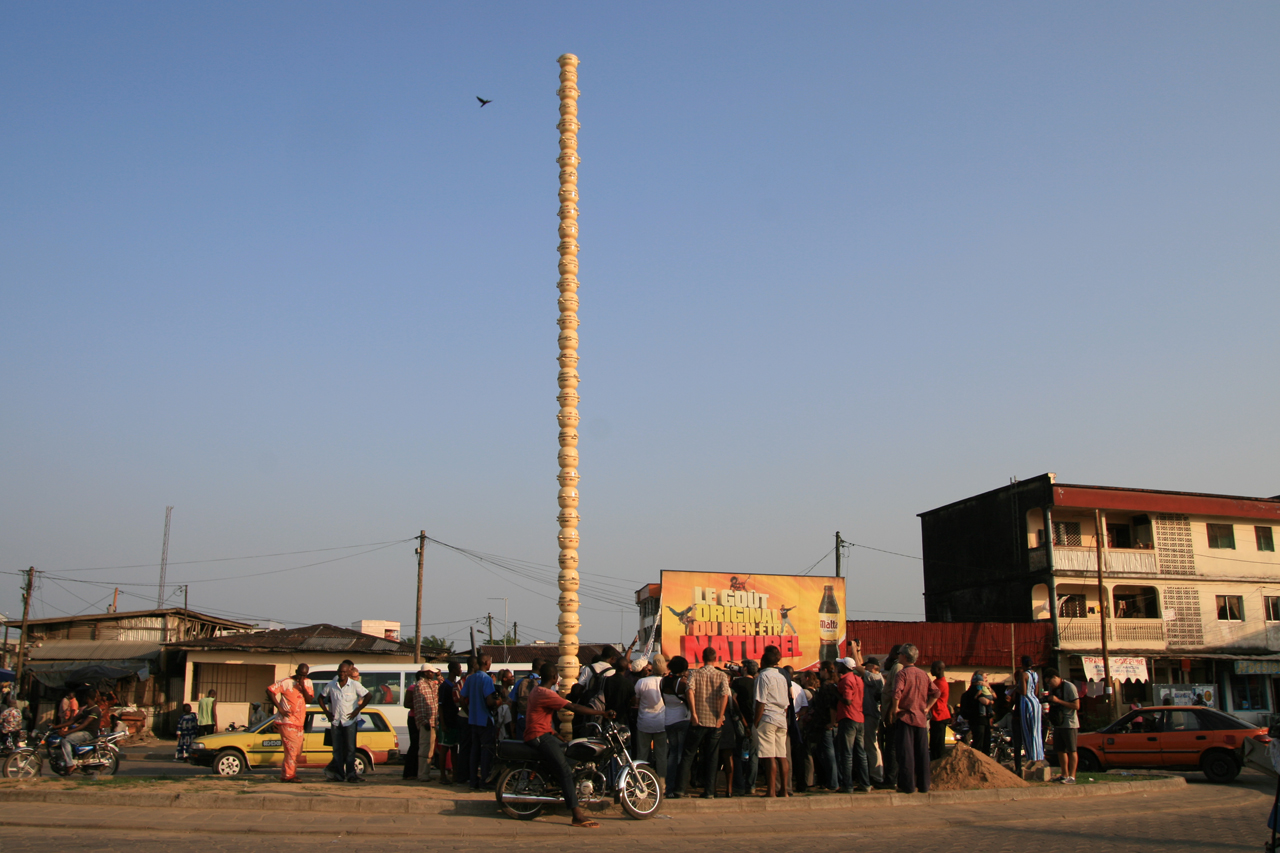
La Colonne Pascale du Carrefour Shell New Bell
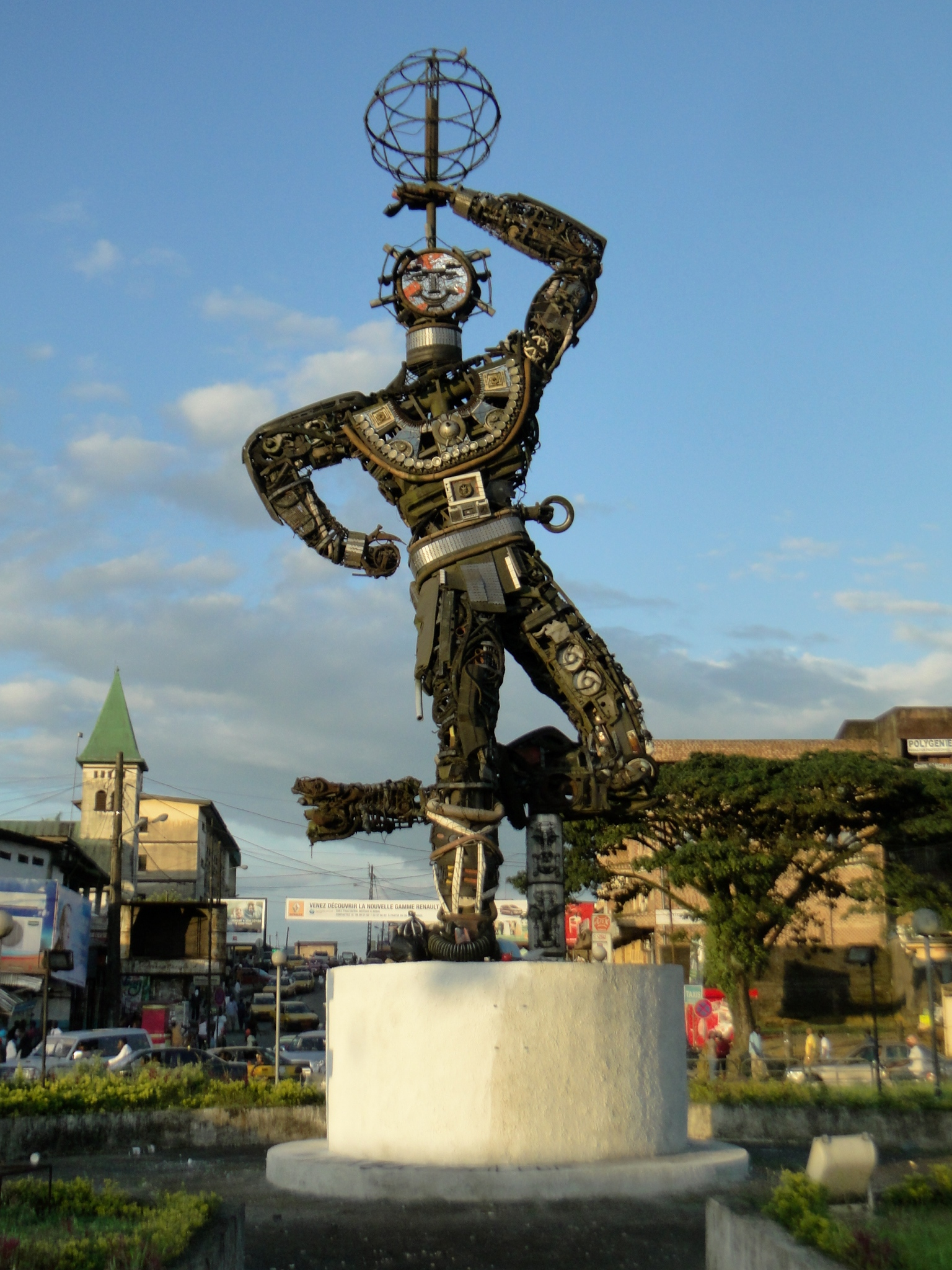
La Nouvelle Liberté dans le quartier Deïdo
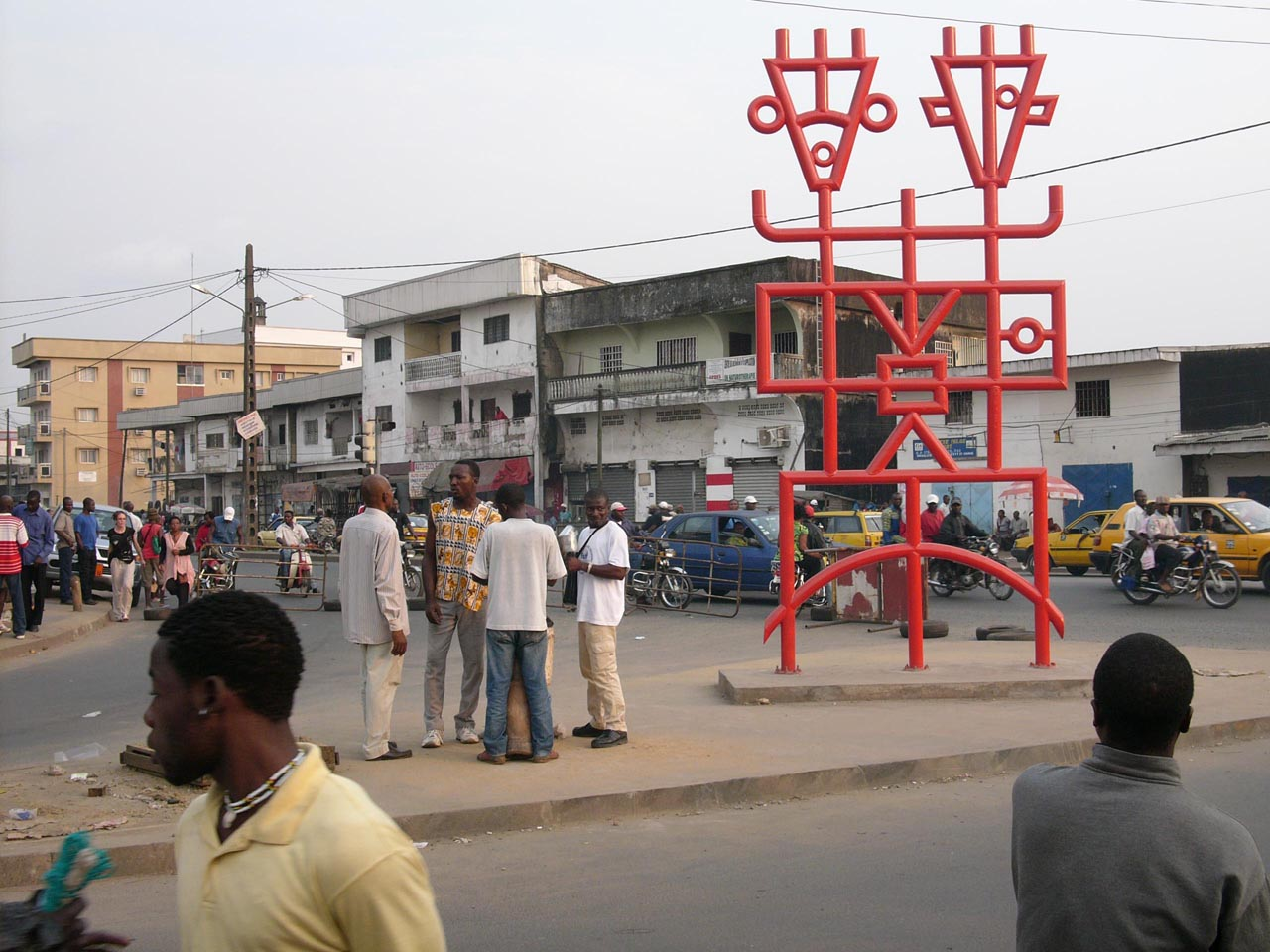
Njé Mo Yé à New Bell
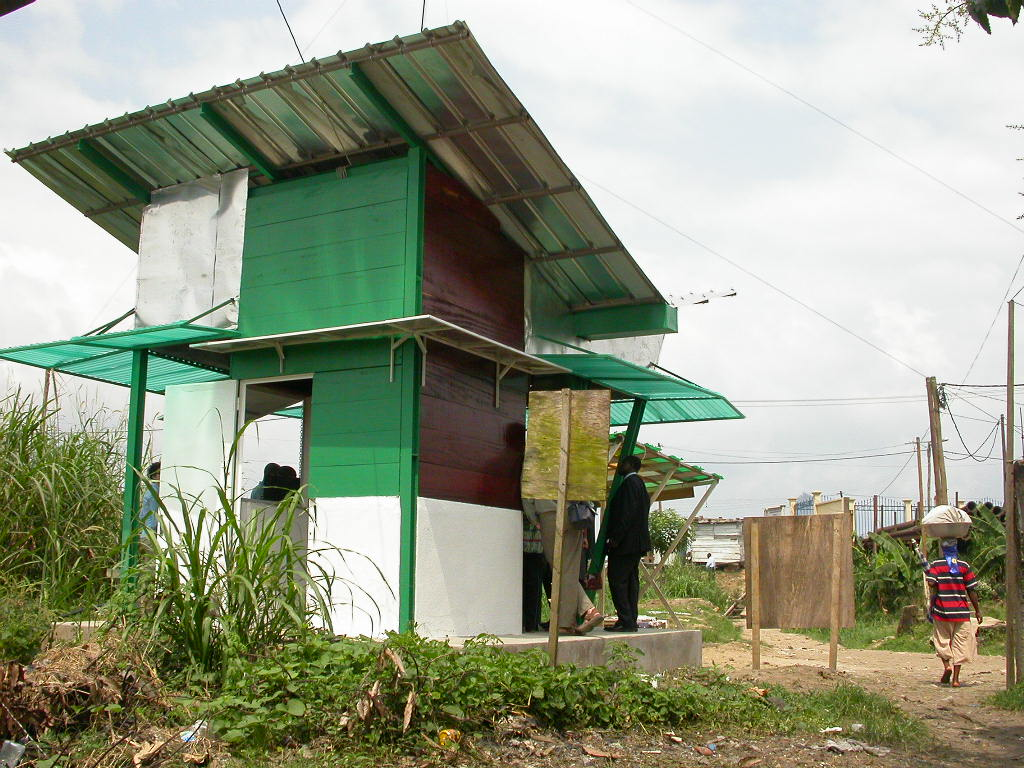
La Borne Fontaine à Vallée Bessengue, Bessengue-Akwa
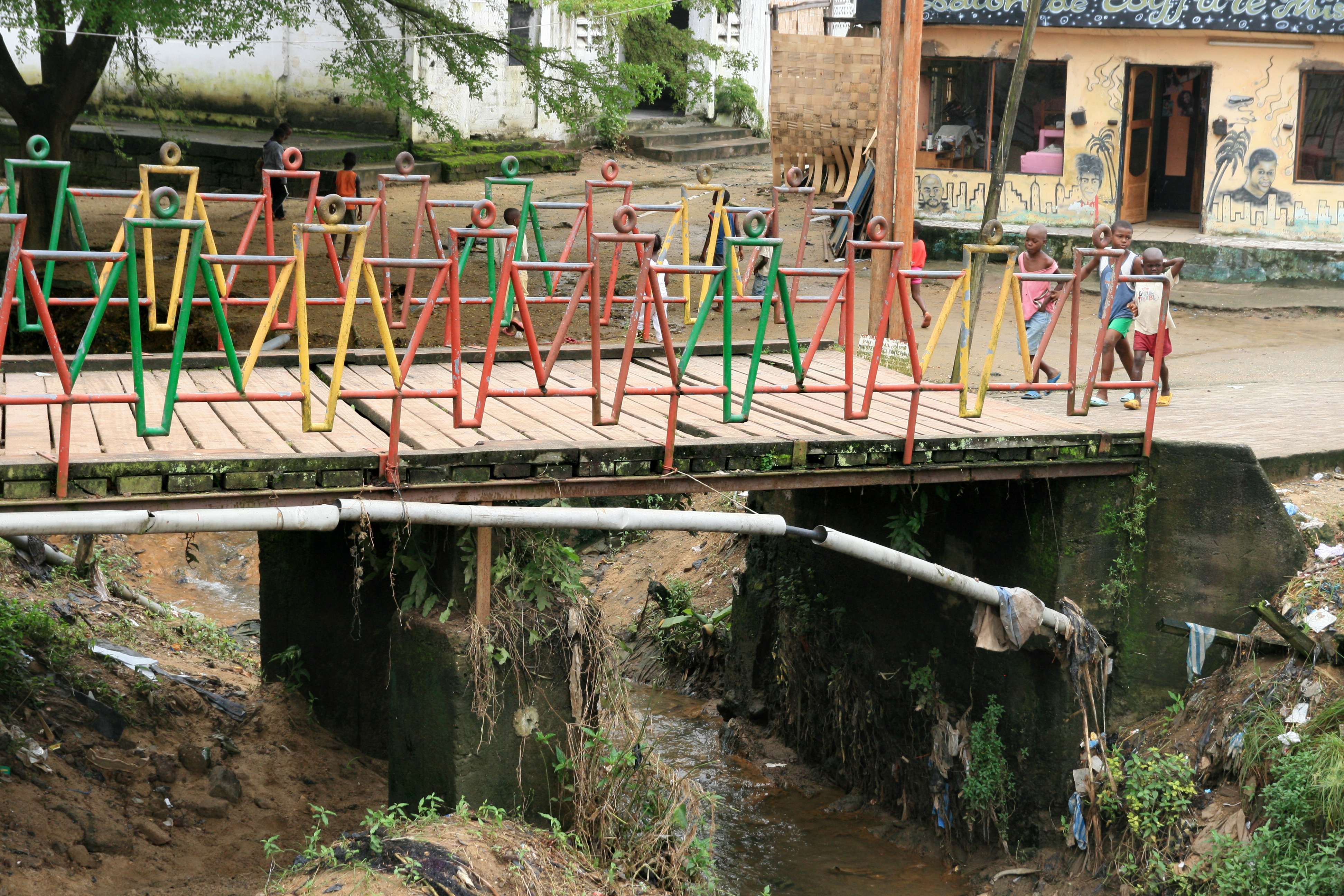
La Passerelle de Bessengué à l'entrée de la Vallée Bessengue
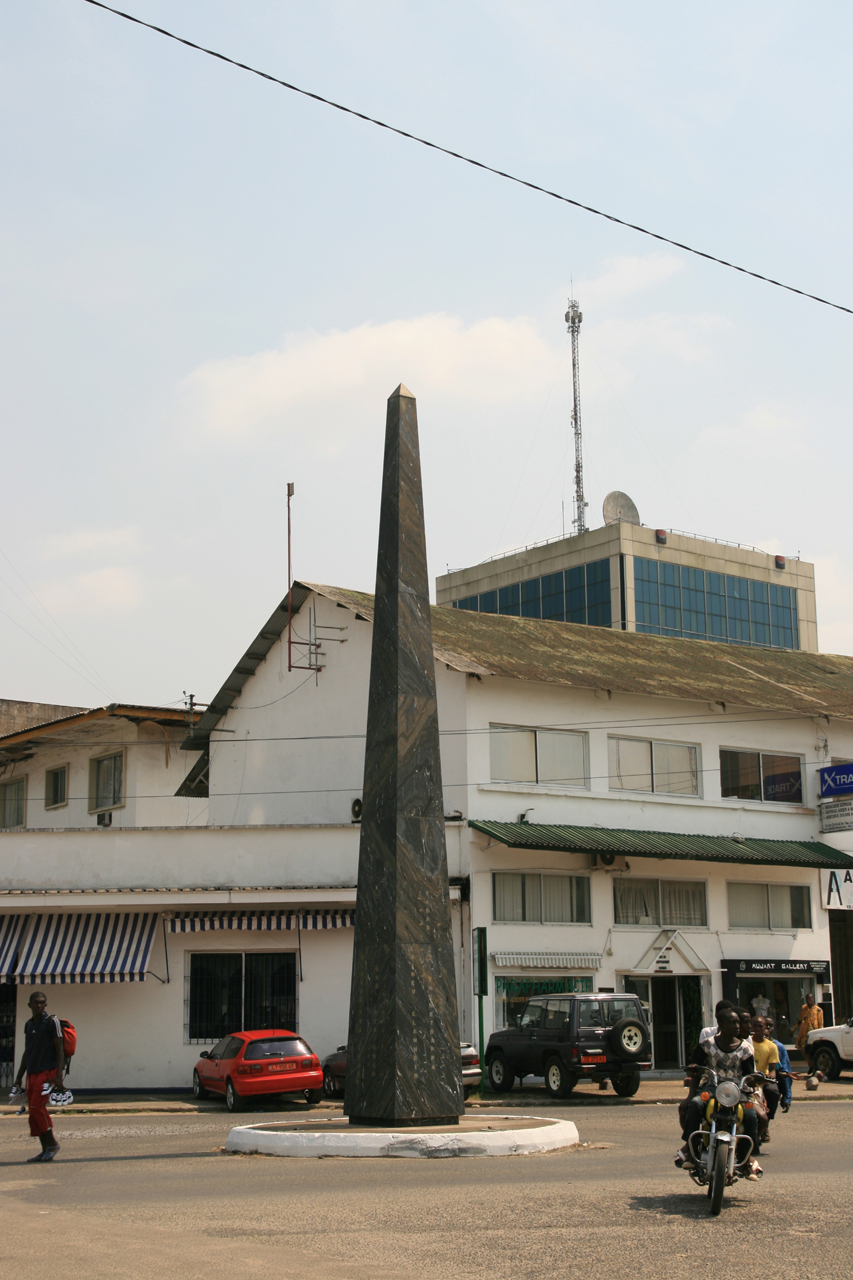
Sud Obelisk à Bonanjo
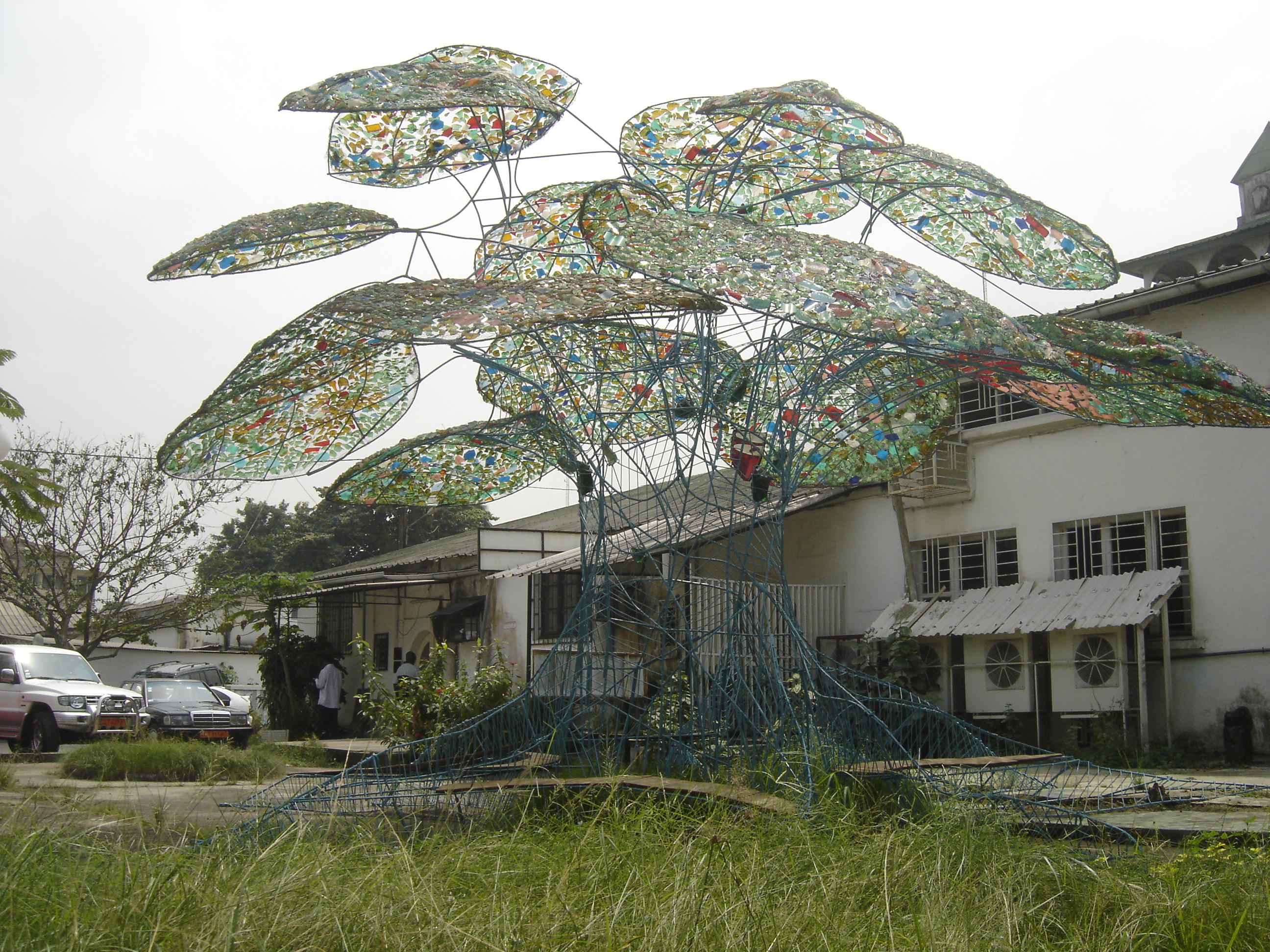
L'Arbre à palabres à Bonambappe
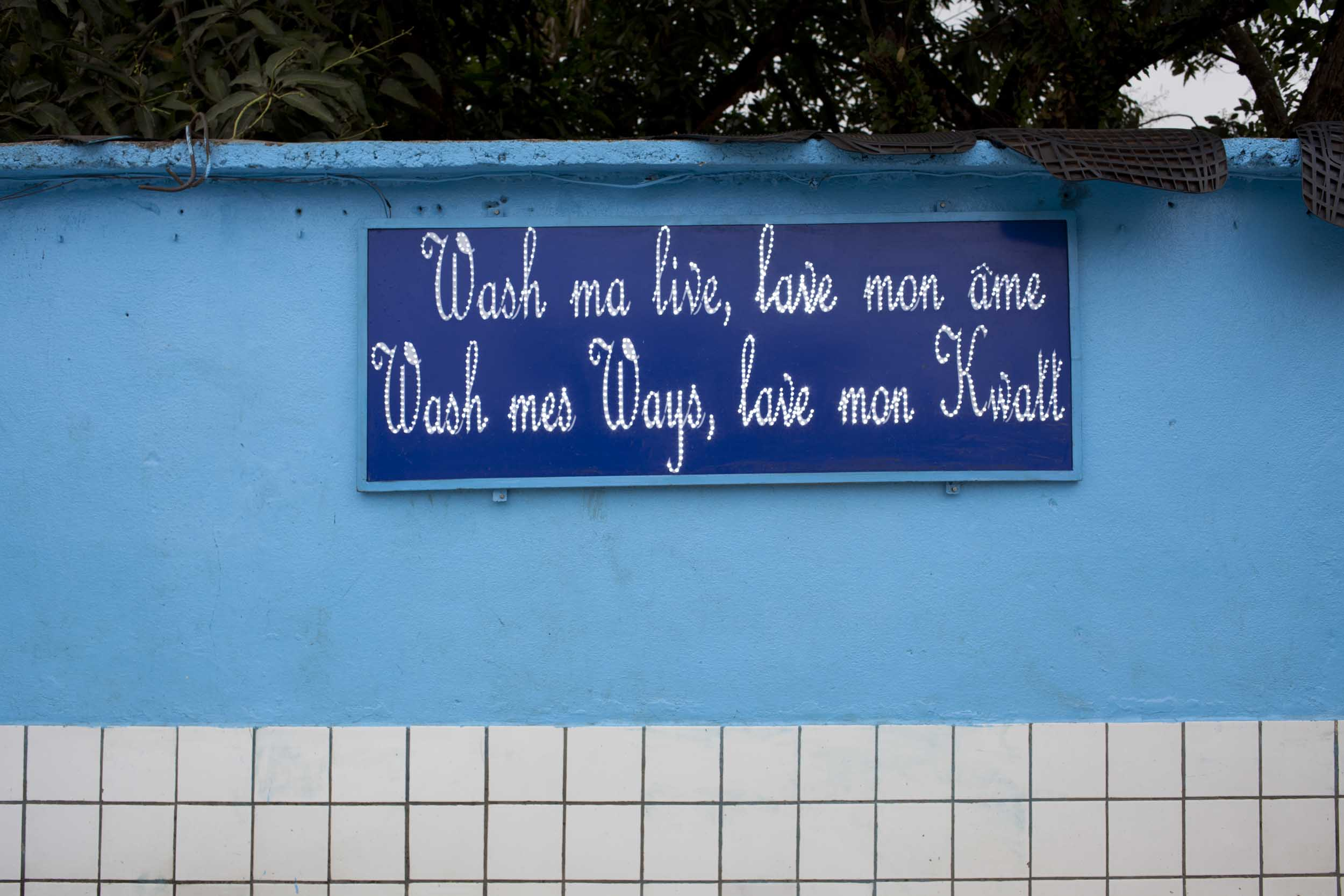
Les Mots écrits de New Bell à New Bell Ngangué

### Liens connexes
- Art au Cameroun
- Culture du Cameroun
- Liste des œuvres publiques de Douala
- Salon urbain de Douala